# Nestori
Nestori ist ein männlicher Vorname.

## Herkunft und Bedeutung
Der Name ist die finnische Form von Nestor.

## Bekannte Namensträger
- Nestori Toivonen (1865–1927), finnischer Sportschütze